# VSADC
El Vempers Sports Athletic Dramatic Club, también conocido como VSADC,  es un equipo de fútbol de Santa Lucía que juega en la Segunda División de Santa Lucía, segunda categoría de fútbol de la isla. Su sede es Castries.

## Historia
Fue fundado en el año 1951 en la capital Castries por James Belgrave y Sir Vincent Flossaic con el fin de darle oportunidades a las personas marginadas y no privilegiadas de la capital de tener una estructura social con actividades culturales y deportivas. Actualmente es uno de los clubes de fútbol más viejos de Santa Lucía.

## Palmarés
- División de Oro de Santa Lucía: 8

1982, 1984, 1985, 1988, 1998, 2001, 2002, 2011
- Copa de Santa Lucía: 2

2001, 2002
- Superliga de Castries: 1

2023
- Piton Shandy Cup: 1

1998/99

## Participación en las Competiciones de la CONCACAF
- Campeonato de Clubes de la CFU: 1 aparición

2002 - Segunda ronda, eliminado por  Arnett Gardens y  Violette AC.